# Ludovic Giuly
Ludovic Giuly (Lyon, 1976. július 10. –) korzikai származású francia válogatott labdarúgó.

## Pályafutása
Az Olympique Lyon csapatában kezdett el futballozni 1994-ben ahonnan az AS Monaco igazolta le 1998-ban, amellyel 2000-ben megnyerték a bajnokságot. A Monaco-val Bajnokok Ligája döntőt játszott a 2003-2004-es szezonban. A sorozatot a portugál FC Porto csapata nyerte. Innen igazolt a katalán fővárosba az FC Barcelonához. Első évében az egyesület második legeredményesebb gólszerzője volt 11 találatával. 2006-ban szinte mindent megnyert a Barcelonával a spanyol kupán kívül. Ezután egy rövid római kitérő következett ahol 1 idényen át volt az AS Roma tagja. Az olaszoknál 32 mérkőzésen 8 gólt szerzett. Majd 2,5 millió euróért újból csapatot váltott. Ezúttal a Paris Saint-Germain igazolta le, ahol jelenleg is játszik. A párizsi csapat majdnem minden meccsén pályára lépett. Új állomáshelyén együtt játszik válogatottbeli csapattársával Claude Makélélé-vel.

## Pályafutása a válogatottban
17 mérkőzésen szerepelt a gall nemzeti együttesben és ezeken 3 gólt szerzett. Tagja volt a 2004-es labdarúgó-Európa-bajnokság-ra készülő francia keretnek, de egy sérülés miatt nem utazhatott a csapattal. Ugyancsak kihagyni kényszerült a 2006-os labdarúgó-világbajnokságot, mivel a szövetségi kapitány (Raymond Domenech) az Olympique Marseille fiatal játékosát, Franck Ribéry-t favorizálta helyette. Mivel a világbajnokság előtt eltört a keretben lévő Djibril Cissé lába, így mehetett volna a csapattal Németországba, de inkább Dubai-ba ment nyaralni ahelyett, hogy a bő keretben helyt állt volna. Ezért a helyére Sidney Govou-t hívta be a kapitány.

## Díjai
- Konföderációs kupa-győztes: 2003
- francia bajnok: 2000
- Spanyol bajnok: 2005, 2006
- Bajnokok Ligája-győztes: 2006
- Bajnokok Ligája-ezüstérmes: 2004
- olasz kupagyőztes: 2008
- Francia ligakupa-győztes: 2003